# Lista di asteroidi (428001-429000)
Di seguito una lista di asteroidi dal numero 428001 al 429000 con data di scoperta e scopritore.

## 428001-428100
| Nome     | Designazione provvisoria | Data di scoperta | Scopritore           |
| -------- | ------------------------ | ---------------- | -------------------- |
| 428001 - | 2006 BM38                | 23 gennaio 2006  | Spacewatch           |
| 428002 - | 2006 BO45                | 23 gennaio 2006  | Mt. Lemmon Survey    |
| 428003 - | 2006 BK67                | 6 dicembre 2005  | Mt. Lemmon Survey    |
| 428004 - | 2006 BX67                | 23 gennaio 2006  | Spacewatch           |
| 428005 - | 2006 BT68                | 23 gennaio 2006  | Spacewatch           |
| 428006 - | 2006 BP84                | 5 dicembre 2005  | Mt. Lemmon Survey    |
| 428007 - | 2006 BA86                | 25 gennaio 2006  | Spacewatch           |
| 428008 - | 2006 BL92                | 26 gennaio 2006  | CSS                  |
| 428009 - | 2006 BL108               | 25 gennaio 2006  | Spacewatch           |
| 428010 - | 2006 BK111               | 25 gennaio 2006  | Spacewatch           |
| 428011 - | 2006 BM113               | 7 ottobre 2005   | Mt. Lemmon Survey    |
| 428012 - | 2006 BS114               | 26 gennaio 2006  | Spacewatch           |
| 428013 - | 2006 BW120               | 26 gennaio 2006  | Spacewatch           |
| 428014 - | 2006 BE134               | 27 gennaio 2006  | Mt. Lemmon Survey    |
| 428015 - | 2006 BL143               | 28 gennaio 2006  | Mt. Lemmon Survey    |
| 428016 - | 2006 BE153               | 25 gennaio 2006  | Spacewatch           |
| 428017 - | 2006 BB159               | 26 gennaio 2006  | Spacewatch           |
| 428018 - | 2006 BP159               | 26 gennaio 2006  | Spacewatch           |
| 428019 - | 2006 BO184               | 5 dicembre 2005  | Mt. Lemmon Survey    |
| 428020 - | 2006 BA219               | 28 gennaio 2006  | Mt. Lemmon Survey    |
| 428021 - | 2006 BS219               | 28 gennaio 2006  | Spacewatch           |
| 428022 - | 2006 BS231               | 31 gennaio 2006  | Spacewatch           |
| 428023 - | 2006 BB237               | 31 gennaio 2006  | Spacewatch           |
| 428024 - | 2006 BE257               | 31 gennaio 2006  | Spacewatch           |
| 428025 - | 2006 BB259               | 31 gennaio 2006  | Spacewatch           |
| 428026 - | 2006 BH275               | 30 gennaio 2006  | Spacewatch           |
| 428027 - | 2006 BZ276               | 26 gennaio 2006  | Spacewatch           |
| 428028 - | 2006 BX279               | 22 dicembre 2005 | Spacewatch           |
| 428029 - | 2006 BX280               | 23 gennaio 2006  | Spacewatch           |
| 428030 - | 2006 CW1                 | 1º febbraio 2006 | Spacewatch           |
| 428031 - | 2006 CH46                | 25 gennaio 2006  | Spacewatch           |
| 428032 - | 2006 CG62                | 6 febbraio 2006  | CSS                  |
| 428033 - | 2006 DF12                | 26 gennaio 2006  | Spacewatch           |
| 428034 - | 2006 DG16                | 1º febbraio 2006 | Spacewatch           |
| 428035 - | 2006 DC17                | 1º febbraio 2006 | Spacewatch           |
| 428036 - | 2006 DA30                | 20 febbraio 2006 | Spacewatch           |
| 428037 - | 2006 DA31                | 20 febbraio 2006 | Spacewatch           |
| 428038 - | 2006 DL34                | 20 febbraio 2006 | Spacewatch           |
| 428039 - | 2006 DT35                | 7 febbraio 2006  | Mt. Lemmon Survey    |
| 428040 - | 2006 DH43                | 31 gennaio 2006  | Spacewatch           |
| 428041 - | 2006 DB48                | 21 febbraio 2006 | Mt. Lemmon Survey    |
| 428042 - | 2006 DL54                | 24 febbraio 2006 | Spacewatch           |
| 428043 - | 2006 DR82                | 7 gennaio 2006   | Mt. Lemmon Survey    |
| 428044 - | 2006 DJ85                | 24 febbraio 2006 | Mt. Lemmon Survey    |
| 428045 - | 2006 DP117               | 27 febbraio 2006 | Spacewatch           |
| 428046 - | 2006 DA128               | 26 gennaio 2006  | Mt. Lemmon Survey    |
| 428047 - | 2006 DY128               | 1º febbraio 2006 | Spacewatch           |
| 428048 - | 2006 DD135               | 25 febbraio 2006 | Mt. Lemmon Survey    |
| 428049 - | 2006 DA138               | 25 febbraio 2006 | Spacewatch           |
| 428050 - | 2006 DM142               | 25 febbraio 2006 | Spacewatch           |
| 428051 - | 2006 DG160               | 27 febbraio 2006 | Spacewatch           |
| 428052 - | 2006 DG189               | 27 febbraio 2006 | Spacewatch           |
| 428053 - | 2006 DM197               | 24 febbraio 2006 | CSS                  |
| 428054 - | 2006 DZ203               | 6 gennaio 2006   | Mt. Lemmon Survey    |
| 428055 - | 2006 DF217               | 21 febbraio 2006 | LONEOS               |
| 428056 - | 2006 EO                  | 2 marzo 2006     | Spacewatch           |
| 428057 - | 2006 ES                  | 8 gennaio 2006   | Mt. Lemmon Survey    |
| 428058 - | 2006 EO13                | 2 marzo 2006     | Spacewatch           |
| 428059 - | 2006 EW15                | 2 marzo 2006     | Spacewatch           |
| 428060 - | 2006 EK18                | 2 marzo 2006     | Spacewatch           |
| 428061 - | 2006 EJ20                | 2 febbraio 2006  | Spacewatch           |
| 428062 - | 2006 ER39                | 4 marzo 2006     | Spacewatch           |
| 428063 - | 2006 EU53                | 3 marzo 2006     | Mt. Lemmon Survey    |
| 428064 - | 2006 EU64                | 5 marzo 2006     | Spacewatch           |
| 428065 - | 2006 FL21                | 26 gennaio 2006  | Mt. Lemmon Survey    |
| 428066 - | 2006 FE43                | 4 marzo 2006     | Mt. Lemmon Survey    |
| 428067 - | 2006 GM3                 | 7 aprile 2006    | Young, J. W.         |
| 428068 - | 2006 GE7                 | 2 aprile 2006    | Spacewatch           |
| 428069 - | 2006 HM8                 | 2 marzo 2006     | Spacewatch           |
| 428070 - | 2006 HP22                | 20 aprile 2006   | Spacewatch           |
| 428071 - | 2006 HY44                | 25 aprile 2006   | Spacewatch           |
| 428072 - | 2006 HP52                | 2 aprile 2006    | CSS                  |
| 428073 - | 2006 HQ52                | 18 aprile 2006   | CSS                  |
| 428074 - | 2006 HC76                | 25 aprile 2006   | Spacewatch           |
| 428075 - | 2006 HY97                | 30 aprile 2006   | Spacewatch           |
| 428076 - | 2006 HH106               | 20 aprile 2006   | Spacewatch           |
| 428077 - | 2006 HO132               | 27 febbraio 2006 | Spacewatch           |
| 428078 - | 2006 JG20                | 20 aprile 2006   | Spacewatch           |
| 428079 - | 2006 JL52                | 5 maggio 2006    | LONEOS               |
| 428080 - | 2006 JG80                | 9 maggio 2006    | Mt. Lemmon Survey    |
| 428081 - | 2006 JR80                | 8 maggio 2006    | Mt. Lemmon Survey    |
| 428082 - | 2006 KN12                | 20 maggio 2006   | Spacewatch           |
| 428083 - | 2006 KL46                | 19 novembre 2003 | Spacewatch           |
| 428084 - | 2006 KT71                | 22 maggio 2006   | Spacewatch           |
| 428085 - | 2006 KB85                | 26 maggio 2006   | Mt. Lemmon Survey    |
| 428086 - | 2006 NM                  | 3 luglio 2006    | Siding Spring Survey |
| 428087 - | 2006 OP9                 | 24 luglio 2006   | Hoenig, S. F.        |
| 428088 - | 2006 OQ9                 | 18 luglio 2006   | Mt. Lemmon Survey    |
| 428089 - | 2006 PK32                | 15 agosto 2006   | NEAT                 |
| 428090 - | 2006 PU32                | 15 agosto 2006   | Siding Spring Survey |
| 428091 - | 2006 QH4                 | 18 agosto 2006   | Spacewatch           |
| 428092 - | 2006 QO4                 | 18 agosto 2006   | Ory, M.              |
| 428093 - | 2006 QE16                | 17 agosto 2006   | NEAT                 |
| 428094 - | 2006 QK41                | 21 giugno 2006   | CSS                  |
| 428095 - | 2006 QE59                | 19 agosto 2006   | LONEOS               |
| 428096 - | 2006 QA63                | 24 agosto 2006   | LINEAR               |
| 428097 - | 2006 QT65                | 27 agosto 2006   | Spacewatch           |
| 428098 - | 2006 QO68                | 21 agosto 2006   | Spacewatch           |
| 428099 - | 2006 QZ126               | 16 agosto 2006   | NEAT                 |
| 428100 - | 2006 QJ132               | 22 agosto 2006   | NEAT                 |

## 428101-428200
| Nome                | Designazione provvisoria | Data di scoperta  | Scopritore        |
| ------------------- | ------------------------ | ----------------- | ----------------- |
| 428101 -            | 2006 QD135               | 27 agosto 2006    | LONEOS            |
| 428102 Rolandwagner | 2006 QO137               | 30 agosto 2006    | Christophe, B.    |
| 428103 -            | 2006 QU162               | 21 agosto 2006    | Spacewatch        |
| 428104 -            | 2006 QT182               | 18 agosto 2006    | Spacewatch        |
| 428105 -            | 2006 QP187               | 29 agosto 2006    | LONEOS            |
| 428106 -            | 2006 RQ                  | 28 agosto 2006    | CSS               |
| 428107 -            | 2006 RO6                 | 14 settembre 2006 | CSS               |
| 428108 -            | 2006 RY8                 | 12 settembre 2006 | CSS               |
| 428109 -            | 2006 RN32                | 15 settembre 2006 | Spacewatch        |
| 428110 -            | 2006 RR52                | 14 settembre 2006 | Spacewatch        |
| 428111 -            | 2006 RM54                | 21 luglio 2006    | Mt. Lemmon Survey |
| 428112 -            | 2006 RA56                | 14 settembre 2006 | Spacewatch        |
| 428113 -            | 2006 RB66                | 14 settembre 2006 | Spacewatch        |
| 428114 -            | 2006 RS68                | 15 settembre 2006 | Spacewatch        |
| 428115 -            | 2006 RB82                | 15 settembre 2006 | Spacewatch        |
| 428116 -            | 2006 RZ87                | 15 settembre 2006 | Spacewatch        |
| 428117 -            | 2006 RK99                | 15 settembre 2006 | Spacewatch        |
| 428118 -            | 2006 RP100               | 14 settembre 2006 | CSS               |
| 428119 -            | 2006 RC104               | 11 settembre 2006 | Becker, A. C.     |
| 428120 -            | 2006 RX108               | 14 settembre 2006 | Masiero, J.       |
| 428121 -            | 2006 RZ110               | 14 settembre 2006 | Masiero, J.       |
| 428122 -            | 2006 SJ2                 | 16 settembre 2006 | CSS               |
| 428123 -            | 2006 SD10                | 30 agosto 2006    | LONEOS            |
| 428124 -            | 2006 SX16                | 22 luglio 2006    | Mt. Lemmon Survey |
| 428125 -            | 2006 SV41                | 18 settembre 2006 | LONEOS            |
| 428126 -            | 2006 SW41                | 18 settembre 2006 | LONEOS            |
| 428127 -            | 2006 SG52                | 19 settembre 2006 | LONEOS            |
| 428128 -            | 2006 SU65                | 19 settembre 2006 | Spacewatch        |
| 428129 -            | 2006 SZ67                | 19 settembre 2006 | Spacewatch        |
| 428130 -            | 2006 SO72                | 19 settembre 2006 | Spacewatch        |
| 428131 -            | 2006 SM73                | 19 settembre 2006 | Spacewatch        |
| 428132 -            | 2006 ST75                | 19 settembre 2006 | Spacewatch        |
| 428133 -            | 2006 SK93                | 18 settembre 2006 | Spacewatch        |
| 428134 -            | 2006 SV95                | 18 settembre 2006 | Spacewatch        |
| 428135 -            | 2006 SQ103               | 19 settembre 2006 | Spacewatch        |
| 428136 -            | 2006 SJ109               | 19 settembre 2006 | Spacewatch        |
| 428137 -            | 2006 SH123               | 29 febbraio 2004  | Spacewatch        |
| 428138 -            | 2006 SR124               | 19 settembre 2006 | CSS               |
| 428139 -            | 2006 SN132               | 16 settembre 2006 | CSS               |
| 428140 -            | 2006 SG145               | 19 settembre 2006 | Spacewatch        |
| 428141 -            | 2006 SB156               | 23 settembre 2006 | Spacewatch        |
| 428142 -            | 2006 SQ158               | 23 settembre 2006 | Spacewatch        |
| 428143 -            | 2006 SX167               | 17 settembre 2006 | CSS               |
| 428144 -            | 2006 SM168               | 25 settembre 2006 | Spacewatch        |
| 428145 -            | 2006 SN170               | 25 settembre 2006 | Spacewatch        |
| 428146 -            | 2006 SP172               | 25 settembre 2006 | Spacewatch        |
| 428147 -            | 2006 SZ175               | 25 settembre 2006 | Spacewatch        |
| 428148 -            | 2006 ST185               | 25 settembre 2006 | Mt. Lemmon Survey |
| 428149 -            | 2006 SK215               | 27 settembre 2006 | Spacewatch        |
| 428150 -            | 2006 SY222               | 25 settembre 2006 | Mt. Lemmon Survey |
| 428151 -            | 2006 SL234               | 26 settembre 2006 | Spacewatch        |
| 428152 -            | 2006 SR235               | 18 agosto 2006    | Spacewatch        |
| 428153 -            | 2006 SM236               | 26 settembre 2006 | Mt. Lemmon Survey |
| 428154 -            | 2006 SD256               | 11 marzo 2005     | Mt. Lemmon Survey |
| 428155 -            | 2006 SS267               | 26 settembre 2006 | Spacewatch        |
| 428156 -            | 2006 SR268               | 26 settembre 2006 | Spacewatch        |
| 428157 -            | 2006 SB272               | 27 agosto 2006    | Spacewatch        |
| 428158 -            | 2006 SX279               | 28 settembre 2006 | Spacewatch        |
| 428159 -            | 2006 SS289               | 19 settembre 2006 | CSS               |
| 428160 -            | 2006 SM306               | 27 settembre 2006 | Mt. Lemmon Survey |
| 428161 -            | 2006 SD311               | 27 settembre 2006 | Spacewatch        |
| 428162 -            | 2006 SX338               | 28 settembre 2006 | Spacewatch        |
| 428163 -            | 2006 SU346               | 28 settembre 2006 | Mt. Lemmon Survey |
| 428164 -            | 2006 SB361               | 30 settembre 2006 | Mt. Lemmon Survey |
| 428165 -            | 2006 SG363               | 30 settembre 2006 | Mt. Lemmon Survey |
| 428166 -            | 2006 SY366               | 20 settembre 2006 | CSS               |
| 428167 -            | 2006 SM373               | 16 settembre 2006 | Becker, A. C.     |
| 428168 -            | 2006 SY385               | 29 settembre 2006 | Becker, A. C.     |
| 428169 -            | 2006 SP392               | 26 settembre 2006 | Mt. Lemmon Survey |
| 428170 -            | 2006 SO395               | 17 settembre 2006 | Masiero, J.       |
| 428171 -            | 2006 SL398               | 16 settembre 2006 | Spacewatch        |
| 428172 -            | 2006 SS411               | 28 settembre 2006 | Spacewatch        |
| 428173 -            | 2006 TZ21                | 11 ottobre 2006   | Spacewatch        |
| 428174 -            | 2006 TC30                | 30 settembre 2006 | Mt. Lemmon Survey |
| 428175 -            | 2006 TR35                | 12 ottobre 2006   | Spacewatch        |
| 428176 -            | 2006 TV46                | 12 ottobre 2006   | Spacewatch        |
| 428177 -            | 2006 TT71                | 30 settembre 2006 | CSS               |
| 428178 -            | 2006 TH83                | 4 ottobre 2006    | Mt. Lemmon Survey |
| 428179 -            | 2006 TF88                | 13 ottobre 2006   | Spacewatch        |
| 428180 -            | 2006 TT95                | 12 ottobre 2006   | Spacewatch        |
| 428181 -            | 2006 TW114               | 1º ottobre 2006   | Becker, A. C.     |
| 428182 -            | 2006 UY3                 | 22 settembre 2006 | CSS               |
| 428183 -            | 2006 UY9                 | 16 ottobre 2006   | Spacewatch        |
| 428184 -            | 2006 UW47                | 16 settembre 2006 | CSS               |
| 428185 -            | 2006 UY60                | 19 ottobre 2006   | Mt. Lemmon Survey |
| 428186 -            | 2006 UO68                | 16 ottobre 2006   | Spacewatch        |
| 428187 -            | 2006 UP71                | 17 ottobre 2006   | Spacewatch        |
| 428188 -            | 2006 UC84                | 25 settembre 2006 | Mt. Lemmon Survey |
| 428189 -            | 2006 UE87                | 17 ottobre 2006   | Mt. Lemmon Survey |
| 428190 -            | 2006 UG87                | 17 ottobre 2006   | Mt. Lemmon Survey |
| 428191 -            | 2006 UC103               | 2 ottobre 2006    | Mt. Lemmon Survey |
| 428192 -            | 2006 UL110               | 19 ottobre 2006   | Spacewatch        |
| 428193 -            | 2006 UW121               | 19 ottobre 2006   | Spacewatch        |
| 428194 -            | 2006 UC133               | 19 ottobre 2006   | Spacewatch        |
| 428195 -            | 2006 UW140               | 19 ottobre 2006   | Spacewatch        |
| 428196 -            | 2006 UM156               | 21 ottobre 2006   | CSS               |
| 428197 -            | 2006 UZ161               | 2 ottobre 2006    | Mt. Lemmon Survey |
| 428198 -            | 2006 UA164               | 2 ottobre 2006    | Mt. Lemmon Survey |
| 428199 -            | 2006 UN166               | 21 ottobre 2006   | Mt. Lemmon Survey |
| 428200 -            | 2006 US220               | 17 ottobre 2006   | Spacewatch        |

## 428201-428300
| Nome          | Designazione provvisoria | Data di scoperta  | Scopritore            |
| ------------- | ------------------------ | ----------------- | --------------------- |
| 428201 -      | 2006 UU230               | 21 ottobre 2006   | NEAT                  |
| 428202 -      | 2006 UO252               | 26 settembre 2006 | Mt. Lemmon Survey     |
| 428203 -      | 2006 UQ268               | 27 ottobre 2006   | Mt. Lemmon Survey     |
| 428204 -      | 2006 UX269               | 4 ottobre 2006    | Mt. Lemmon Survey     |
| 428205 -      | 2006 UO278               | 28 settembre 2006 | Mt. Lemmon Survey     |
| 428206 -      | 2006 UL280               | 28 ottobre 2006   | Mt. Lemmon Survey     |
| 428207 -      | 2006 UO281               | 25 settembre 2006 | Mt. Lemmon Survey     |
| 428208 -      | 2006 UB330               | 16 ottobre 2006   | Becker, A. C.         |
| 428209 -      | 2006 VC                  | 1º novembre 2006  | CSS                   |
| 428210 -      | 2006 VQ7                 | 27 settembre 2006 | Mt. Lemmon Survey     |
| 428211 -      | 2006 VK16                | 21 ottobre 2006   | Spacewatch            |
| 428212 -      | 2006 VS18                | 9 novembre 2006   | Spacewatch            |
| 428213 -      | 2006 VQ20                | 9 novembre 2006   | Spacewatch            |
| 428214 -      | 2006 VC32                | 11 novembre 2006  | Mt. Lemmon Survey     |
| 428215 -      | 2006 VH36                | 11 novembre 2006  | CSS                   |
| 428216 -      | 2006 VA48                | 27 settembre 2006 | Mt. Lemmon Survey     |
| 428217 -      | 2006 VP74                | 21 ottobre 2006   | Mt. Lemmon Survey     |
| 428218 -      | 2006 VD111               | 4 ottobre 2006    | Mt. Lemmon Survey     |
| 428219 -      | 2006 VB114               | 20 ottobre 2006   | Spacewatch            |
| 428220 -      | 2006 VR120               | 21 ottobre 2006   | Spacewatch            |
| 428221 -      | 2006 VY123               | 14 novembre 2006  | Spacewatch            |
| 428222 -      | 2006 VV136               | 15 novembre 2006  | Spacewatch            |
| 428223 -      | 2006 WW                  | 17 novembre 2006  | CSS                   |
| 428224 -      | 2006 WX34                | 16 novembre 2006  | Spacewatch            |
| 428225 -      | 2006 WU35                | 16 novembre 2006  | Spacewatch            |
| 428226 -      | 2006 WW47                | 16 novembre 2006  | Spacewatch            |
| 428227 -      | 2006 WD95                | 19 novembre 2006  | Spacewatch            |
| 428228 -      | 2006 WP114               | 15 novembre 2006  | CSS                   |
| 428229 -      | 2006 WU124               | 15 novembre 2006  | CSS                   |
| 428230 -      | 2006 WD153               | 21 novembre 2006  | Mt. Lemmon Survey     |
| 428231 -      | 2006 WX153               | 22 novembre 2006  | Spacewatch            |
| 428232 -      | 2006 WP167               | 20 ottobre 2006   | Mt. Lemmon Survey     |
| 428233 -      | 2006 WC168               | 11 novembre 2006  | Spacewatch            |
| 428234 -      | 2006 WV182               | 24 novembre 2006  | Spacewatch            |
| 428235 -      | 2006 XE11                | 21 ottobre 2006   | Spacewatch            |
| 428236 -      | 2006 XO13                | 10 dicembre 2006  | Spacewatch            |
| 428237 -      | 2006 XO22                | 10 novembre 2006  | Spacewatch            |
| 428238 -      | 2006 XP28                | 17 novembre 2006  | Mt. Lemmon Survey     |
| 428239 -      | 2006 XL58                | 22 novembre 2006  | Mt. Lemmon Survey     |
| 428240 -      | 2006 XS61                | 15 dicembre 2006  | Spacewatch            |
| 428241 -      | 2006 XF70                | 13 dicembre 2006  | Mt. Lemmon Survey     |
| 428242 -      | 2006 YF10                | 16 novembre 2006  | Spacewatch            |
| 428243 -      | 2006 YE19                | 24 dicembre 2006  | Spacewatch            |
| 428244 -      | 2006 YH22                | 12 novembre 2006  | Mt. Lemmon Survey     |
| 428245 -      | 2006 YQ31                | 1º dicembre 2006  | Mt. Lemmon Survey     |
| 428246 -      | 2006 YS52                | 21 dicembre 2006  | Spacewatch            |
| 428247 -      | 2007 AP2                 | 8 gennaio 2007    | CSS                   |
| 428248 -      | 2007 AY15                | 18 novembre 2006  | Mt. Lemmon Survey     |
| 428249 -      | 2007 BE1                 | 16 gennaio 2007   | CSS                   |
| 428250 -      | 2007 BS7                 | 17 gennaio 2007   | Spacewatch            |
| 428251 -      | 2007 BT21                | 24 gennaio 2007   | LINEAR                |
| 428252 -      | 2007 BC22                | 27 novembre 2006  | Mt. Lemmon Survey     |
| 428253 -      | 2007 BV49                | 25 gennaio 2007   | CSS                   |
| 428254 -      | 2007 BO58                | 17 gennaio 2007   | Spacewatch            |
| 428255 -      | 2007 BQ61                | 21 dicembre 2006  | Spacewatch            |
| 428256 -      | 2007 BS69                | 27 gennaio 2007   | Spacewatch            |
| 428257 -      | 2007 BW72                | 25 gennaio 2007   | CSS                   |
| 428258 -      | 2007 BG100               | 17 gennaio 2007   | Spacewatch            |
| 428259 Laphil | 2007 CA6                 | 5 febbraio 2007   | Lin, H.-C., Ye, Q.-z. |
| 428260 -      | 2007 CZ17                | 8 febbraio 2007   | Mt. Lemmon Survey     |
| 428261 -      | 2007 CW25                | 17 gennaio 2007   | CSS                   |
| 428262 -      | 2007 CT60                | 10 febbraio 2007  | CSS                   |
| 428263 -      | 2007 CR63                | 8 febbraio 2007   | Spacewatch            |
| 428264 -      | 2007 CO65                | 10 febbraio 2007  | Mt. Lemmon Survey     |
| 428265 -      | 2007 CG66                | 10 febbraio 2007  | Mt. Lemmon Survey     |
| 428266 -      | 2007 DG28                | 17 febbraio 2007  | Spacewatch            |
| 428267 -      | 2007 DB33                | 17 febbraio 2007  | Spacewatch            |
| 428268 -      | 2007 DR43                | 17 febbraio 2007  | Spacewatch            |
| 428269 -      | 2007 DW47                | 21 febbraio 2007  | Mt. Lemmon Survey     |
| 428270 -      | 2007 DO55                | 21 febbraio 2007  | Spacewatch            |
| 428271 -      | 2007 DM61                | 19 febbraio 2007  | CSS                   |
| 428272 -      | 2007 DN63                | 8 febbraio 2007   | Spacewatch            |
| 428273 -      | 2007 DM64                | 21 febbraio 2007  | Spacewatch            |
| 428274 -      | 2007 DT91                | 23 febbraio 2007  | Mt. Lemmon Survey     |
| 428275 -      | 2007 DM111               | 25 febbraio 2007  | Mt. Lemmon Survey     |
| 428276 -      | 2007 EJ25                | 10 marzo 2007     | Mt. Lemmon Survey     |
| 428277 -      | 2007 ED34                | 21 febbraio 2007  | Mt. Lemmon Survey     |
| 428278 -      | 2007 EJ53                | 23 febbraio 2007  | Spacewatch            |
| 428279 -      | 2007 EX59                | 9 marzo 2007      | Mt. Lemmon Survey     |
| 428280 -      | 2007 ED67                | 10 marzo 2007     | Spacewatch            |
| 428281 -      | 2007 ER84                | 12 marzo 2007     | CSS                   |
| 428282 -      | 2007 EA85                | 24 marzo 2003     | Spacewatch            |
| 428283 -      | 2007 ET96                | 10 marzo 2007     | Mt. Lemmon Survey     |
| 428284 -      | 2007 EL100               | 27 marzo 2003     | Spacewatch            |
| 428285 -      | 2007 EK102               | 11 marzo 2007     | Spacewatch            |
| 428286 -      | 2007 EN103               | 11 marzo 2007     | Mt. Lemmon Survey     |
| 428287 -      | 2007 EC117               | 13 marzo 2007     | Mt. Lemmon Survey     |
| 428288 -      | 2007 EX120               | 13 febbraio 2007  | Mt. Lemmon Survey     |
| 428289 -      | 2007 EJ126               | 27 gennaio 2007   | Spacewatch            |
| 428290 -      | 2007 EH130               | 9 marzo 2007      | Mt. Lemmon Survey     |
| 428291 -      | 2007 EL131               | 9 marzo 2007      | Mt. Lemmon Survey     |
| 428292 -      | 2007 EX137               | 11 marzo 2007     | Spacewatch            |
| 428293 -      | 2007 EL139               | 12 marzo 2007     | Spacewatch            |
| 428294 -      | 2007 EL145               | 12 marzo 2007     | Mt. Lemmon Survey     |
| 428295 -      | 2007 ED149               | 12 marzo 2007     | Mt. Lemmon Survey     |
| 428296 -      | 2007 EE174               | 14 marzo 2007     | Spacewatch            |
| 428297 -      | 2007 EN182               | 26 febbraio 2007  | Mt. Lemmon Survey     |
| 428298 -      | 2007 EY192               | 4 dicembre 2005   | Spacewatch            |
| 428299 -      | 2007 EL198               | 10 marzo 2007     | Spacewatch            |
| 428300 -      | 2007 EB214               | 12 marzo 2007     | Spacewatch            |

## 428301-428400
| Nome                   | Designazione provvisoria | Data di scoperta  | Scopritore             |
| ---------------------- | ------------------------ | ----------------- | ---------------------- |
| 428301 -               | 2007 EG214               | 12 marzo 2007     | CSS                    |
| 428302 -               | 2007 EB218               | 9 marzo 2007      | Mt. Lemmon Survey      |
| 428303 -               | 2007 EF223               | 15 marzo 2007     | CSS                    |
| 428304 -               | 2007 FG6                 | 16 marzo 2007     | Mt. Lemmon Survey      |
| 428305 -               | 2007 FY12                | 13 marzo 2007     | CSS                    |
| 428306 -               | 2007 FN16                | 10 marzo 2007     | Mt. Lemmon Survey      |
| 428307 -               | 2007 FP18                | 20 marzo 2007     | LINEAR                 |
| 428308 -               | 2007 FC25                | 20 marzo 2007     | Spacewatch             |
| 428309 -               | 2007 FX39                | 17 marzo 2007     | LONEOS                 |
| 428310 -               | 2007 FH44                | 25 marzo 2007     | Mt. Lemmon Survey      |
| 428311 -               | 2007 FY49                | 20 marzo 2007     | CSS                    |
| 428312 -               | 2007 GF3                 | 7 aprile 2007     | Mt. Lemmon Survey      |
| 428313 -               | 2007 GT8                 | 7 aprile 2007     | Mt. Lemmon Survey      |
| 428314 -               | 2007 GD20                | 11 aprile 2007    | Spacewatch             |
| 428315 -               | 2007 GG22                | 11 aprile 2007    | Mt. Lemmon Survey      |
| 428316 -               | 2007 GV33                | 11 aprile 2007    | Mt. Lemmon Survey      |
| 428317 -               | 2007 GM44                | 14 aprile 2007    | Spacewatch             |
| 428318 -               | 2007 GY49                | 14 marzo 2007     | Mt. Lemmon Survey      |
| 428319 -               | 2007 GN67                | 15 aprile 2007    | Spacewatch             |
| 428320 -               | 2007 GV68                | 15 aprile 2007    | Mt. Lemmon Survey      |
| 428321 -               | 2007 GL77                | 15 aprile 2007    | CSS                    |
| 428322 -               | 2007 HC13                | 25 febbraio 2007  | Mt. Lemmon Survey      |
| 428323 -               | 2007 HH25                | 18 aprile 2007    | Spacewatch             |
| 428324 -               | 2007 HL30                | 19 aprile 2007    | Mt. Lemmon Survey      |
| 428325 -               | 2007 HL45                | 18 aprile 2007    | Spacewatch             |
| 428326 -               | 2007 HW46                | 20 aprile 2007    | Spacewatch             |
| 428327 -               | 2007 HJ52                | 20 aprile 2007    | Spacewatch             |
| 428328 -               | 2007 HP56                | 22 aprile 2007    | CSS                    |
| 428329 -               | 2007 HW68                | 23 aprile 2007    | Mt. Lemmon Survey      |
| 428330 -               | 2007 HP73                | 14 aprile 2007    | Spacewatch             |
| 428331 -               | 2007 HV73                | 15 marzo 2007     | Mt. Lemmon Survey      |
| 428332 -               | 2007 HV77                | 16 febbraio 2007  | Mt. Lemmon Survey      |
| 428333 -               | 2007 HK84                | 22 aprile 2007    | Mt. Lemmon Survey      |
| 428334 -               | 2007 HT86                | 24 aprile 2007    | Spacewatch             |
| 428335 -               | 2007 HA87                | 24 aprile 2007    | Spacewatch             |
| 428336 -               | 2007 HL90                | 23 aprile 2007    | CSS                    |
| 428337 -               | 2007 HB97                | 16 aprile 2007    | CSS                    |
| 428338 -               | 2007 HC98                | 24 aprile 2007    | Mt. Lemmon Survey      |
| 428339 -               | 2007 JL2                 | 7 maggio 2007     | PMO NEO Survey Program |
| 428340 -               | 2007 KR4                 | 24 maggio 2007    | Spacewatch             |
| 428341 -               | 2007 KS6                 | 11 maggio 2007    | Mt. Lemmon Survey      |
| 428342 -               | 2007 KE8                 | 17 maggio 2007    | CSS                    |
| 428343 -               | 2007 LA2                 | 12 maggio 2007    | Mt. Lemmon Survey      |
| 428344 -               | 2007 LB2                 | 7 giugno 2007     | Spacewatch             |
| 428345 -               | 2007 LQ4                 | 15 marzo 2007     | Mt. Lemmon Survey      |
| 428346 -               | 2007 LS23                | 14 giugno 2007    | Spacewatch             |
| 428347 -               | 2007 LR30                | 11 giugno 2007    | Balam, D. D.           |
| 428348 -               | 2007 MV1                 | 17 giugno 2007    | Spacewatch             |
| 428349 -               | 2007 MQ5                 | 17 giugno 2007    | Spacewatch             |
| 428350 -               | 2007 MA17                | 15 marzo 2007     | Mt. Lemmon Survey      |
| 428351 Martinchalifour | 2007 OT5                 | 22 luglio 2007    | LUSS                   |
| 428352 -               | 2007 OV7                 | 13 maggio 2007    | CSS                    |
| 428353 -               | 2007 PD32                | 8 agosto 2007     | LINEAR                 |
| 428354 -               | 2007 PZ49                | 10 agosto 2007    | Spacewatch             |
| 428355 -               | 2007 QS13                | 24 agosto 2007    | Spacewatch             |
| 428356 -               | 2007 RW21                | 3 settembre 2007  | CSS                    |
| 428357 -               | 2007 RK30                | 5 settembre 2007  | LONEOS                 |
| 428358 -               | 2007 RH47                | 9 settembre 2007  | Mt. Lemmon Survey      |
| 428359 -               | 2007 RT48                | 9 settembre 2007  | Mt. Lemmon Survey      |
| 428360 -               | 2007 RW57                | 9 settembre 2007  | LONEOS                 |
| 428361 -               | 2007 RL59                | 10 settembre 2007 | Spacewatch             |
| 428362 -               | 2007 RW64                | 10 settembre 2007 | Mt. Lemmon Survey      |
| 428363 -               | 2007 RQ94                | 10 settembre 2007 | Spacewatch             |
| 428364 -               | 2007 RH96                | 10 settembre 2007 | Spacewatch             |
| 428365 -               | 2007 RH102               | 11 settembre 2007 | CSS                    |
| 428366 -               | 2007 RR112               | 11 settembre 2007 | Spacewatch             |
| 428367 -               | 2007 RX132               | 13 settembre 2007 | Ries, W.               |
| 428368 -               | 2007 RV136               | 14 settembre 2007 | Mt. Lemmon Survey      |
| 428369 -               | 2007 RQ182               | 12 settembre 2007 | Mt. Lemmon Survey      |
| 428370 -               | 2007 RL195               | 12 settembre 2007 | Spacewatch             |
| 428371 -               | 2007 RZ202               | 13 settembre 2007 | Spacewatch             |
| 428372 -               | 2007 RU206               | 10 settembre 2007 | Spacewatch             |
| 428373 -               | 2007 RO212               | 11 settembre 2007 | PMO NEO Survey Program |
| 428374 -               | 2007 RQ215               | 12 settembre 2007 | Spacewatch             |
| 428375 -               | 2007 RB234               | 12 settembre 2007 | CSS                    |
| 428376 -               | 2007 RG252               | 13 settembre 2007 | CSS                    |
| 428377 -               | 2007 RG253               | 13 settembre 2007 | Mt. Lemmon Survey      |
| 428378 -               | 2007 RL258               | 14 settembre 2007 | Spacewatch             |
| 428379 -               | 2007 RS261               | 14 settembre 2007 | Spacewatch             |
| 428380 -               | 2007 RK280               | 13 settembre 2007 | CSS                    |
| 428381 -               | 2007 RX283               | 9 settembre 2007  | Spacewatch             |
| 428382 -               | 2007 RE285               | 13 settembre 2007 | Mt. Lemmon Survey      |
| 428383 -               | 2007 RL292               | 12 settembre 2007 | Mt. Lemmon Survey      |
| 428384 -               | 2007 RX292               | 12 settembre 2007 | Mt. Lemmon Survey      |
| 428385 -               | 2007 RH294               | 13 settembre 2007 | Spacewatch             |
| 428386 -               | 2007 RB299               | 13 settembre 2007 | Spacewatch             |
| 428387 -               | 2007 RH300               | 14 settembre 2007 | CSS                    |
| 428388 -               | 2007 RR301               | 13 settembre 2007 | Mt. Lemmon Survey      |
| 428389 -               | 2007 RW315               | 13 settembre 2007 | LONEOS                 |
| 428390 -               | 2007 RM319               | 12 settembre 2007 | Mt. Lemmon Survey      |
| 428391 -               | 2007 RG320               | 13 settembre 2007 | Spacewatch             |
| 428392 -               | 2007 RE321               | 13 settembre 2007 | LINEAR                 |
| 428393 -               | 2007 RH324               | 14 settembre 2007 | Mt. Lemmon Survey      |
| 428394 -               | 2007 SS8                 | 18 settembre 2007 | Spacewatch             |
| 428395 -               | 2007 SX8                 | 11 settembre 2007 | Spacewatch             |
| 428396 -               | 2007 SY10                | 21 settembre 2007 | Bickel, W.             |
| 428397 -               | 2007 SH17                | 12 settembre 2007 | CSS                    |
| 428398 -               | 2007 SZ22                | 21 settembre 2007 | Spacewatch             |
| 428399 -               | 2007 SO23                | 21 settembre 2007 | PMO NEO Survey Program |
| 428400 -               | 2007 TA3                 | 16 gennaio 2004   | Spacewatch             |

## 428401-428500
| Nome     | Designazione provvisoria | Data di scoperta  | Scopritore        |
| -------- | ------------------------ | ----------------- | ----------------- |
| 428401 - | 2007 TZ14                | 8 ottobre 2007    | Yeung, W. K. Y.   |
| 428402 - | 2007 TQ32                | 6 ottobre 2007    | Spacewatch        |
| 428403 - | 2007 TL39                | 6 ottobre 2007    | Spacewatch        |
| 428404 - | 2007 TZ48                | 4 ottobre 2007    | Spacewatch        |
| 428405 - | 2007 TY52                | 4 ottobre 2007    | Spacewatch        |
| 428406 - | 2007 TK55                | 4 ottobre 2007    | Spacewatch        |
| 428407 - | 2007 TF57                | 4 ottobre 2007    | Spacewatch        |
| 428408 - | 2007 TT79                | 6 ottobre 2007    | Spacewatch        |
| 428409 - | 2007 TP91                | 4 ottobre 2007    | Spacewatch        |
| 428410 - | 2007 TY94                | 7 ottobre 2007    | CSS               |
| 428411 - | 2007 TV96                | 8 ottobre 2007    | Mt. Lemmon Survey |
| 428412 - | 2007 TX97                | 8 ottobre 2007    | Mt. Lemmon Survey |
| 428413 - | 2007 TA117               | 9 ottobre 2007    | LONEOS            |
| 428414 - | 2007 TS119               | 9 ottobre 2007    | Mt. Lemmon Survey |
| 428415 - | 2007 TS122               | 6 ottobre 2007    | Spacewatch        |
| 428416 - | 2007 TV128               | 6 ottobre 2007    | Spacewatch        |
| 428417 - | 2007 TZ130               | 8 settembre 2007  | Mt. Lemmon Survey |
| 428418 - | 2007 TR140               | 9 ottobre 2007    | Mt. Lemmon Survey |
| 428419 - | 2007 TA153               | 9 ottobre 2007    | LINEAR            |
| 428420 - | 2007 TE173               | 4 ottobre 2007    | Spacewatch        |
| 428421 - | 2007 TR177               | 6 ottobre 2007    | Spacewatch        |
| 428422 - | 2007 TW178               | 15 settembre 2007 | Spacewatch        |
| 428423 - | 2007 TE192               | 5 ottobre 2007    | Spacewatch        |
| 428424 - | 2007 TY196               | 8 ottobre 2007    | Spacewatch        |
| 428425 - | 2007 TE197               | 8 ottobre 2007    | Spacewatch        |
| 428426 - | 2007 TV199               | 8 ottobre 2007    | Spacewatch        |
| 428427 - | 2007 TD203               | 8 ottobre 2007    | Mt. Lemmon Survey |
| 428428 - | 2007 TD206               | 12 settembre 2007 | Mt. Lemmon Survey |
| 428429 - | 2007 TZ210               | 10 settembre 2007 | CSS               |
| 428430 - | 2007 TE214               | 7 ottobre 2007    | Spacewatch        |
| 428431 - | 2007 TA226               | 8 ottobre 2007    | Spacewatch        |
| 428432 - | 2007 TN231               | 8 ottobre 2007    | Mt. Lemmon Survey |
| 428433 - | 2007 TV233               | 8 ottobre 2007    | Spacewatch        |
| 428434 - | 2007 TL250               | 11 ottobre 2007   | Mt. Lemmon Survey |
| 428435 - | 2007 TW253               | 8 ottobre 2007    | Mt. Lemmon Survey |
| 428436 - | 2007 TN267               | 25 settembre 2007 | Mt. Lemmon Survey |
| 428437 - | 2007 TE273               | 10 ottobre 2007   | Spacewatch        |
| 428438 - | 2007 TY274               | 14 settembre 2007 | Mt. Lemmon Survey |
| 428439 - | 2007 TL275               | 11 ottobre 2007   | CSS               |
| 428440 - | 2007 TK317               | 12 ottobre 2007   | Spacewatch        |
| 428441 - | 2007 TY317               | 18 settembre 2007 | Mt. Lemmon Survey |
| 428442 - | 2007 TE322               | 10 ottobre 2007   | LUSS              |
| 428443 - | 2007 TP325               | 11 ottobre 2007   | Spacewatch        |
| 428444 - | 2007 TV361               | 14 ottobre 2007   | Mt. Lemmon Survey |
| 428445 - | 2007 TL377               | 5 ottobre 2007    | Spacewatch        |
| 428446 - | 2007 TJ381               | 14 ottobre 2007   | Spacewatch        |
| 428447 - | 2007 TF384               | 14 ottobre 2007   | Mt. Lemmon Survey |
| 428448 - | 2007 TF387               | 13 ottobre 2007   | Spacewatch        |
| 428449 - | 2007 TH388               | 13 settembre 2007 | Spacewatch        |
| 428450 - | 2007 TM390               | 14 ottobre 2007   | Mt. Lemmon Survey |
| 428451 - | 2007 TJ407               | 15 ottobre 2007   | Mt. Lemmon Survey |
| 428452 - | 2007 TL421               | 11 ottobre 2007   | CSS               |
| 428453 - | 2007 TY425               | 9 ottobre 2007    | Spacewatch        |
| 428454 - | 2007 TD426               | 9 ottobre 2007    | Mt. Lemmon Survey |
| 428455 - | 2007 TY432               | 8 ottobre 2007    | CSS               |
| 428456 - | 2007 TK443               | 7 ottobre 2007    | CSS               |
| 428457 - | 2007 TL445               | 30 marzo 2004     | Spacewatch        |
| 428458 - | 2007 TB448               | 15 ottobre 2007   | Spacewatch        |
| 428459 - | 2007 TJ451               | 15 ottobre 2007   | Mt. Lemmon Survey |
| 428460 - | 2007 TZ451               | 13 ottobre 2007   | CSS               |
| 428461 - | 2007 US1                 | 11 ottobre 2007   | CSS               |
| 428462 - | 2007 UA26                | 16 ottobre 2007   | Spacewatch        |
| 428463 - | 2007 UA42                | 16 ottobre 2007   | Mt. Lemmon Survey |
| 428464 - | 2007 UE46                | 25 settembre 2007 | Mt. Lemmon Survey |
| 428465 - | 2007 UB67                | 30 ottobre 2007   | Spacewatch        |
| 428466 - | 2007 UY75                | 11 ottobre 2007   | Spacewatch        |
| 428467 - | 2007 UA76                | 15 ottobre 2007   | Spacewatch        |
| 428468 - | 2007 UU86                | 30 ottobre 2007   | Spacewatch        |
| 428469 - | 2007 UQ91                | 30 ottobre 2007   | Mt. Lemmon Survey |
| 428470 - | 2007 UG96                | 30 ottobre 2007   | Spacewatch        |
| 428471 - | 2007 UN108               | 30 ottobre 2007   | Spacewatch        |
| 428472 - | 2007 UT120               | 25 settembre 2007 | Mt. Lemmon Survey |
| 428473 - | 2007 VM24                | 2 novembre 2007   | Mt. Lemmon Survey |
| 428474 - | 2007 VT31                | 9 ottobre 2007    | Spacewatch        |
| 428475 - | 2007 VC47                | 1º novembre 2007  | Spacewatch        |
| 428476 - | 2007 VZ52                | 1º novembre 2007  | Spacewatch        |
| 428477 - | 2007 VO58                | 1º novembre 2007  | Spacewatch        |
| 428478 - | 2007 VZ64                | 1º novembre 2007  | Spacewatch        |
| 428479 - | 2007 VC76                | 3 novembre 2007   | Spacewatch        |
| 428480 - | 2007 VE99                | 13 ottobre 2007   | Spacewatch        |
| 428481 - | 2007 VK100               | 2 novembre 2007   | Spacewatch        |
| 428482 - | 2007 VR100               | 2 novembre 2007   | Spacewatch        |
| 428483 - | 2007 VX121               | 9 ottobre 2007    | Spacewatch        |
| 428484 - | 2007 VS125               | 7 novembre 2007   | BATTeRS           |
| 428485 - | 2007 VO133               | 2 novembre 2007   | CSS               |
| 428486 - | 2007 VK149               | 7 novembre 2007   | CSS               |
| 428487 - | 2007 VW163               | 16 ottobre 2007   | Mt. Lemmon Survey |
| 428488 - | 2007 VD172               | 18 settembre 2007 | Spacewatch        |
| 428489 - | 2007 VC188               | 15 ottobre 2007   | Spacewatch        |
| 428490 - | 2007 VZ203               | 9 novembre 2007   | Spacewatch        |
| 428491 - | 2007 VG204               | 9 novembre 2007   | Spacewatch        |
| 428492 - | 2007 VP218               | 9 novembre 2007   | Spacewatch        |
| 428493 - | 2007 VA241               | 11 novembre 2007  | CSS               |
| 428494 - | 2007 VM272               | 11 novembre 2007  | CSS               |
| 428495 - | 2007 VW273               | 12 novembre 2007  | Mt. Lemmon Survey |
| 428496 - | 2007 VF319               | 3 novembre 2007   | Spacewatch        |
| 428497 - | 2007 VD325               | 1º novembre 2007  | Spacewatch        |
| 428498 - | 2007 VO330               | 3 novembre 2007   | Spacewatch        |
| 428499 - | 2007 WZ3                 | 17 novembre 2007  | Ory, M.           |
| 428500 - | 2007 WZ12                | 18 novembre 2007  | Mt. Lemmon Survey |

## 428501-428600
| Nome     | Designazione provvisoria | Data di scoperta | Scopritore        |
| -------- | ------------------------ | ---------------- | ----------------- |
| 428501 - | 2007 WP24                | 18 novembre 2007 | Mt. Lemmon Survey |
| 428502 - | 2007 WN31                | 19 novembre 2007 | Mt. Lemmon Survey |
| 428503 - | 2007 WQ34                | 19 ottobre 1995  | Spacewatch        |
| 428504 - | 2007 XS22                | 10 dicembre 2007 | LINEAR            |
| 428505 - | 2007 XW24                | 12 novembre 2007 | LINEAR            |
| 428506 - | 2007 XU52                | 5 dicembre 2007  | Mt. Lemmon Survey |
| 428507 - | 2007 XQ56                | 3 dicembre 2007  | LINEAR            |
| 428508 - | 2007 YE15                | 16 dicembre 2007 | Spacewatch        |
| 428509 - | 2007 YP18                | 4 dicembre 2007  | Spacewatch        |
| 428510 - | 2007 YH21                | 16 dicembre 2007 | Spacewatch        |
| 428511 - | 2007 YK21                | 16 dicembre 2007 | Spacewatch        |
| 428512 - | 2007 YN41                | 30 dicembre 2007 | Spacewatch        |
| 428513 - | 2007 YL51                | 6 dicembre 2007  | Spacewatch        |
| 428514 - | 2007 YO62                | 30 dicembre 2007 | Mt. Lemmon Survey |
| 428515 - | 2007 YT63                | 31 dicembre 2007 | Spacewatch        |
| 428516 - | 2007 YV64                | 11 novembre 2007 | Mt. Lemmon Survey |
| 428517 - | 2007 YW69                | 31 dicembre 2007 | Spacewatch        |
| 428518 - | 2008 AR7                 | 10 gennaio 2008  | Spacewatch        |
| 428519 - | 2008 AQ8                 | 10 gennaio 2008  | Spacewatch        |
| 428520 - | 2008 AS21                | 10 gennaio 2008  | Mt. Lemmon Survey |
| 428521 - | 2008 AA27                | 10 gennaio 2008  | Spacewatch        |
| 428522 - | 2008 AQ38                | 10 gennaio 2008  | Mt. Lemmon Survey |
| 428523 - | 2008 AO43                | 10 gennaio 2008  | Spacewatch        |
| 428524 - | 2008 AG74                | 10 gennaio 2008  | Spacewatch        |
| 428525 - | 2008 AD77                | 12 gennaio 2008  | Spacewatch        |
| 428526 - | 2008 AD80                | 12 gennaio 2008  | Spacewatch        |
| 428527 - | 2008 AW82                | 15 gennaio 2008  | Mt. Lemmon Survey |
| 428528 - | 2008 AJ89                | 13 gennaio 2008  | Spacewatch        |
| 428529 - | 2008 AO93                | 31 dicembre 2007 | Spacewatch        |
| 428530 - | 2008 AB98                | 31 dicembre 2007 | Mt. Lemmon Survey |
| 428531 - | 2008 AE103               | 12 novembre 2007 | Mt. Lemmon Survey |
| 428532 - | 2008 AX109               | 15 gennaio 2008  | Spacewatch        |
| 428533 - | 2008 AF111               | 30 dicembre 2007 | Mt. Lemmon Survey |
| 428534 - | 2008 AK127               | 10 gennaio 2008  | Mt. Lemmon Survey |
| 428535 - | 2008 BW3                 | 14 dicembre 2007 | Mt. Lemmon Survey |
| 428536 - | 2008 BK16                | 30 dicembre 2007 | Spacewatch        |
| 428537 - | 2008 BY20                | 30 gennaio 2008  | Mt. Lemmon Survey |
| 428538 - | 2008 BF32                | 30 gennaio 2008  | Mt. Lemmon Survey |
| 428539 - | 2008 BF49                | 20 gennaio 2008  | Mt. Lemmon Survey |
| 428540 - | 2008 CN7                 | 19 novembre 2007 | Mt. Lemmon Survey |
| 428541 - | 2008 CT16                | 30 gennaio 2008  | Spacewatch        |
| 428542 - | 2008 CW16                | 3 febbraio 2008  | Spacewatch        |
| 428543 - | 2008 CC19                | 3 febbraio 2008  | Spacewatch        |
| 428544 - | 2008 CM24                | 20 gennaio 2008  | Mt. Lemmon Survey |
| 428545 - | 2008 CL36                | 2 febbraio 2008  | Spacewatch        |
| 428546 - | 2008 CG37                | 2 febbraio 2008  | Spacewatch        |
| 428547 - | 2008 CF41                | 31 dicembre 2007 | Mt. Lemmon Survey |
| 428548 - | 2008 CY43                | 2 febbraio 2008  | Spacewatch        |
| 428549 - | 2008 CA60                | 7 febbraio 2008  | Spacewatch        |
| 428550 - | 2008 CP64                | 20 dicembre 2007 | Mt. Lemmon Survey |
| 428551 - | 2008 CQ64                | 8 febbraio 2008  | Mt. Lemmon Survey |
| 428552 - | 2008 CV66                | 8 febbraio 2008  | Mt. Lemmon Survey |
| 428553 - | 2008 CF73                | 16 gennaio 2008  | Mt. Lemmon Survey |
| 428554 - | 2008 CM73                | 6 febbraio 2008  | CSS               |
| 428555 - | 2008 CR74                | 18 gennaio 2008  | Mt. Lemmon Survey |
| 428556 - | 2008 CE75                | 10 febbraio 2008 | Kocher, P.        |
| 428557 - | 2008 CS109               | 9 febbraio 2008  | Spacewatch        |
| 428558 - | 2008 CJ115               | 13 gennaio 2008  | Spacewatch        |
| 428559 - | 2008 CP115               | 13 gennaio 2008  | Spacewatch        |
| 428560 - | 2008 CQ128               | 8 febbraio 2008  | Spacewatch        |
| 428561 - | 2008 CJ132               | 30 gennaio 2008  | Mt. Lemmon Survey |
| 428562 - | 2008 CB143               | 8 febbraio 2008  | Spacewatch        |
| 428563 - | 2008 CE145               | 9 febbraio 2008  | Spacewatch        |
| 428564 - | 2008 CJ152               | 2 febbraio 2008  | Spacewatch        |
| 428565 - | 2008 CT153               | 9 febbraio 2008  | Spacewatch        |
| 428566 - | 2008 CP156               | 9 febbraio 2008  | Spacewatch        |
| 428567 - | 2008 CP158               | 2 febbraio 2008  | Spacewatch        |
| 428568 - | 2008 CQ165               | 10 febbraio 2008 | LINEAR            |
| 428569 - | 2008 CA166               | 10 febbraio 2008 | Mt. Lemmon Survey |
| 428570 - | 2008 CG197               | 8 febbraio 2008  | Spacewatch        |
| 428571 - | 2008 DF6                 | 24 febbraio 2008 | Spacewatch        |
| 428572 - | 2008 DZ11                | 11 gennaio 2008  | Spacewatch        |
| 428573 - | 2008 DE20                | 28 febbraio 2008 | Mt. Lemmon Survey |
| 428574 - | 2008 DE23                | 31 gennaio 2008  | CSS               |
| 428575 - | 2008 DU23                | 26 febbraio 2008 | Mt. Lemmon Survey |
| 428576 - | 2008 DM24                | 28 febbraio 2008 | Mt. Lemmon Survey |
| 428577 - | 2008 DA30                | 26 febbraio 2008 | Mt. Lemmon Survey |
| 428578 - | 2008 DW86                | 8 febbraio 2008  | Spacewatch        |
| 428579 - | 2008 DE87                | 27 febbraio 2008 | Mt. Lemmon Survey |
| 428580 - | 2008 DG87                | 28 febbraio 2008 | Mt. Lemmon Survey |
| 428581 - | 2008 DD88                | 18 febbraio 2008 | Mt. Lemmon Survey |
| 428582 - | 2008 EH9                 | 9 marzo 2008     | CSS               |
| 428583 - | 2008 EE10                | 1º marzo 2008    | Spacewatch        |
| 428584 - | 2008 EP12                | 1º marzo 2008    | Spacewatch        |
| 428585 - | 2008 ED17                | 1º marzo 2008    | Spacewatch        |
| 428586 - | 2008 ET20                | 2 marzo 2008     | Spacewatch        |
| 428587 - | 2008 EA26                | 30 gennaio 2008  | Mt. Lemmon Survey |
| 428588 - | 2008 EZ30                | 12 febbraio 2008 | Mt. Lemmon Survey |
| 428589 - | 2008 EP40                | 4 marzo 2008     | Spacewatch        |
| 428590 - | 2008 EZ48                | 6 marzo 2008     | Spacewatch        |
| 428591 - | 2008 EO52                | 6 marzo 2008     | Spacewatch        |
| 428592 - | 2008 EY52                | 6 marzo 2008     | Mt. Lemmon Survey |
| 428593 - | 2008 EE54                | 6 marzo 2008     | Mt. Lemmon Survey |
| 428594 - | 2008 EY56                | 7 marzo 2008     | CSS               |
| 428595 - | 2008 EG57                | 7 marzo 2008     | CSS               |
| 428596 - | 2008 EN59                | 8 marzo 2008     | Mt. Lemmon Survey |
| 428597 - | 2008 EX70                | 7 febbraio 2008  | Spacewatch        |
| 428598 - | 2008 EF73                | 7 marzo 2008     | Spacewatch        |
| 428599 - | 2008 EE74                | 28 febbraio 2008 | Spacewatch        |
| 428600 - | 2008 EK77                | 7 marzo 2008     | Spacewatch        |

## 428601-428700
| Nome         | Designazione provvisoria | Data di scoperta | Scopritore              |
| ------------ | ------------------------ | ---------------- | ----------------------- |
| 428601 -     | 2008 ET92                | 7 novembre 2007  | Mt. Lemmon Survey       |
| 428602 -     | 2008 EP94                | 5 marzo 2008     | Mt. Lemmon Survey       |
| 428603 -     | 2008 ED123               | 9 marzo 2008     | Spacewatch              |
| 428604 -     | 2008 ED124               | 10 febbraio 2008 | Mt. Lemmon Survey       |
| 428605 -     | 2008 EX128               | 11 marzo 2008    | Spacewatch              |
| 428606 -     | 2008 EV137               | 11 marzo 2008    | Spacewatch              |
| 428607 -     | 2008 EN143               | 14 marzo 2008    | CSS                     |
| 428608 -     | 2008 EK148               | 10 febbraio 2008 | Mt. Lemmon Survey       |
| 428609 -     | 2008 EY148               | 2 marzo 2008     | Spacewatch              |
| 428610 -     | 2008 EV149               | 5 marzo 2008     | Spacewatch              |
| 428611 -     | 2008 EW149               | 5 marzo 2008     | Spacewatch              |
| 428612 -     | 2008 ER150               | 3 marzo 2008     | Spacewatch              |
| 428613 -     | 2008 EK160               | 4 marzo 2008     | Spacewatch              |
| 428614 -     | 2008 EX162               | 15 marzo 2008    | Spacewatch              |
| 428615 -     | 2008 FL4                 | 25 marzo 2008    | Spacewatch              |
| 428616 -     | 2008 FN5                 | 28 marzo 2008    | Tozzi, F.               |
| 428617 -     | 2008 FQ10                | 26 marzo 2008    | Spacewatch              |
| 428618 -     | 2008 FA15                | 26 marzo 2008    | Spacewatch              |
| 428619 -     | 2008 FC33                | 28 marzo 2008    | Mt. Lemmon Survey       |
| 428620 -     | 2008 FD38                | 28 marzo 2008    | Spacewatch              |
| 428621 -     | 2008 FL46                | 28 marzo 2008    | Mt. Lemmon Survey       |
| 428622 -     | 2008 FS48                | 5 marzo 2008     | Spacewatch              |
| 428623 -     | 2008 FC50                | 28 marzo 2008    | Spacewatch              |
| 428624 -     | 2008 FA51                | 28 marzo 2008    | Mt. Lemmon Survey       |
| 428625 -     | 2008 FO55                | 28 marzo 2008    | Mt. Lemmon Survey       |
| 428626 -     | 2008 FH59                | 29 marzo 2008    | CSS                     |
| 428627 -     | 2008 FO62                | 27 marzo 2008    | Spacewatch              |
| 428628 -     | 2008 FG63                | 16 novembre 1995 | Spacewatch              |
| 428629 -     | 2008 FD68                | 28 marzo 2008    | Spacewatch              |
| 428630 -     | 2008 FZ68                | 28 marzo 2008    | Spacewatch              |
| 428631 -     | 2008 FB79                | 27 marzo 2008    | Mt. Lemmon Survey       |
| 428632 -     | 2008 FH81                | 11 marzo 2008    | Spacewatch              |
| 428633 -     | 2008 FQ87                | 28 marzo 2008    | Mt. Lemmon Survey       |
| 428634 -     | 2008 FZ90                | 29 marzo 2008    | Mt. Lemmon Survey       |
| 428635 -     | 2008 FT99                | 13 dicembre 2006 | Spacewatch              |
| 428636 -     | 2008 FN113               | 31 marzo 2008    | Spacewatch              |
| 428637 -     | 2008 FB121               | 31 marzo 2008    | Mt. Lemmon Survey       |
| 428638 -     | 2008 FU127               | 27 marzo 2008    | Spacewatch              |
| 428639 -     | 2008 FN128               | 28 marzo 2008    | Mt. Lemmon Survey       |
| 428640 -     | 2008 FG129               | 29 marzo 2008    | Spacewatch              |
| 428641 -     | 2008 FC135               | 31 marzo 2008    | Spacewatch              |
| 428642 -     | 2008 GJ3                 | 13 marzo 2008    | CSS                     |
| 428643 -     | 2008 GL4                 | 1º aprile 2008   | Spacewatch              |
| 428644 -     | 2008 GW5                 | 10 marzo 2008    | Mt. Lemmon Survey       |
| 428645 -     | 2008 GD7                 | 1º aprile 2008   | Spacewatch              |
| 428646 -     | 2008 GR9                 | 1º aprile 2008   | Spacewatch              |
| 428647 -     | 2008 GH10                | 1º aprile 2008   | Spacewatch              |
| 428648 -     | 2008 GJ23                | 12 marzo 2008    | Spacewatch              |
| 428649 -     | 2008 GR30                | 3 aprile 2008    | Mt. Lemmon Survey       |
| 428650 -     | 2008 GW35                | 3 aprile 2008    | Mt. Lemmon Survey       |
| 428651 -     | 2008 GK43                | 4 aprile 2008    | Mt. Lemmon Survey       |
| 428652 -     | 2008 GW46                | 4 aprile 2008    | Spacewatch              |
| 428653 -     | 2008 GO50                | 5 aprile 2008    | Mt. Lemmon Survey       |
| 428654 -     | 2008 GE53                | 5 aprile 2008    | Mt. Lemmon Survey       |
| 428655 -     | 2008 GR55                | 5 aprile 2008    | Mt. Lemmon Survey       |
| 428656 -     | 2008 GD72                | 7 aprile 2008    | Mt. Lemmon Survey       |
| 428657 -     | 2008 GB78                | 7 aprile 2008    | Spacewatch              |
| 428658 -     | 2008 GJ82                | 28 marzo 2008    | Spacewatch              |
| 428659 -     | 2008 GM83                | 8 aprile 2008    | Spacewatch              |
| 428660 -     | 2008 GP91                | 6 aprile 2008    | Mt. Lemmon Survey       |
| 428661 -     | 2008 GJ92                | 6 aprile 2008    | Mt. Lemmon Survey       |
| 428662 -     | 2008 GF96                | 28 marzo 2008    | Spacewatch              |
| 428663 -     | 2008 GU99                | 9 aprile 2008    | Spacewatch              |
| 428664 -     | 2008 GV99                | 9 aprile 2008    | Spacewatch              |
| 428665 -     | 2008 GS107               | 10 marzo 2008    | Mt. Lemmon Survey       |
| 428666 -     | 2008 GZ113               | 9 aprile 2008    | Spacewatch              |
| 428667 -     | 2008 GN115               | 10 marzo 2008    | Spacewatch              |
| 428668 -     | 2008 GA121               | 13 aprile 2008   | Spacewatch              |
| 428669 -     | 2008 GA123               | 31 ottobre 2006  | Mt. Lemmon Survey       |
| 428670 -     | 2008 GE145               | 5 aprile 2008    | CSS                     |
| 428671 -     | 2008 GM146               | 15 aprile 2008   | Mt. Lemmon Survey       |
| 428672 -     | 2008 HV8                 | 24 aprile 2008   | Spacewatch              |
| 428673 -     | 2008 HE10                | 30 gennaio 2004  | Spacewatch              |
| 428674 -     | 2008 HB11                | 24 aprile 2008   | Spacewatch              |
| 428675 -     | 2008 HL11                | 24 aprile 2008   | Spacewatch              |
| 428676 -     | 2008 HM12                | 24 aprile 2008   | Spacewatch              |
| 428677 -     | 2008 HV15                | 3 aprile 2008    | Mt. Lemmon Survey       |
| 428678 -     | 2008 HV54                | 29 aprile 2008   | Spacewatch              |
| 428679 -     | 2008 HQ55                | 29 aprile 2008   | Spacewatch              |
| 428680 -     | 2008 HR70                | 30 aprile 2008   | LINEAR                  |
| 428681 -     | 2008 JA8                 | 5 maggio 2008    | Siding Spring Survey    |
| 428682 -     | 2008 JV29                | 11 maggio 2008   | Spacewatch              |
| 428683 -     | 2008 KQ20                | 13 maggio 2008   | Mt. Lemmon Survey       |
| 428684 -     | 2008 KP33                | 5 maggio 2008    | Spacewatch              |
| 428685 -     | 2008 KZ36                | 3 maggio 2008    | Mt. Lemmon Survey       |
| 428686 -     | 2008 KT38                | 30 maggio 2008   | Spacewatch              |
| 428687 -     | 2008 KC41                | 15 aprile 2008   | Mt. Lemmon Survey       |
| 428688 -     | 2008 LR9                 | 8 maggio 2008    | Mt. Lemmon Survey       |
| 428689 -     | 2008 LE15                | 31 maggio 2008   | Mt. Lemmon Survey       |
| 428690 -     | 2008 LH17                | 10 giugno 2008   | Spacewatch              |
| 428691 -     | 2008 MD5                 | 29 giugno 2008   | Siding Spring Survey    |
| 428692 -     | 2008 NN3                 | 30 maggio 2008   | Mt. Lemmon Survey       |
| 428693 -     | 2008 OZ4                 | 28 luglio 2008   | Mt. Lemmon Survey       |
| 428694 Saule | 2008 OS9                 | 29 luglio 2008   | Cernis, K., Eglitis, I. |
| 428695 -     | 2008 ON18                | 28 luglio 2008   | Siding Spring Survey    |
| 428696 -     | 2008 PM6                 | 2 agosto 2008    | Sogorb, P.              |
| 428697 -     | 2008 PE19                | 7 agosto 2008    | Spacewatch              |
| 428698 -     | 2008 QG1                 | 23 agosto 2008   | OAM                     |
| 428699 -     | 2008 QG2                 | 23 agosto 2008   | LINEAR                  |
| 428700 -     | 2008 QM19                | 3 agosto 2008    | Siding Spring Survey    |

## 428701-428800
| Nome     | Designazione provvisoria | Data di scoperta  | Scopritore                |
| -------- | ------------------------ | ----------------- | ------------------------- |
| 428701 - | 2008 QU24                | 30 agosto 2008    | OAM                       |
| 428702 - | 2008 QL38                | 23 agosto 2008    | Siding Spring Survey      |
| 428703 - | 2008 QY38                | 24 agosto 2008    | Spacewatch                |
| 428704 - | 2008 QT42                | 24 agosto 2008    | Spacewatch                |
| 428705 - | 2008 QT44                | 23 agosto 2008    | LINEAR                    |
| 428706 - | 2008 QP45                | 31 gennaio 2006   | CSS                       |
| 428707 - | 2008 QZ45                | 26 agosto 2008    | Crni Vrh                  |
| 428708 - | 2008 RR2                 | 2 settembre 2008  | Spacewatch                |
| 428709 - | 2008 RO21                | 4 settembre 2008  | Spacewatch                |
| 428710 - | 2008 RN24                | 5 settembre 2008  | LINEAR                    |
| 428711 - | 2008 RR25                | 5 settembre 2008  | Dellinger, J., Sexton, C. |
| 428712 - | 2008 RB26                | 7 settembre 2008  | Kugel, F.                 |
| 428713 - | 2008 RT32                | 2 settembre 2008  | Spacewatch                |
| 428714 - | 2008 RE34                | 2 settembre 2008  | Spacewatch                |
| 428715 - | 2008 RG38                | 2 settembre 2008  | Spacewatch                |
| 428716 - | 2008 RN40                | 2 settembre 2008  | Spacewatch                |
| 428717 - | 2008 RO40                | 2 settembre 2008  | Spacewatch                |
| 428718 - | 2008 RR41                | 2 settembre 2008  | Spacewatch                |
| 428719 - | 2008 RH43                | 2 settembre 2008  | Spacewatch                |
| 428720 - | 2008 RY48                | 3 settembre 2008  | Spacewatch                |
| 428721 - | 2008 RP53                | 11 ottobre 2004   | Spacewatch                |
| 428722 - | 2008 RQ57                | 3 settembre 2008  | Spacewatch                |
| 428723 - | 2008 RK59                | 3 settembre 2008  | Spacewatch                |
| 428724 - | 2008 RQ64                | 4 settembre 2008  | Spacewatch                |
| 428725 - | 2008 RC68                | 4 settembre 2008  | Spacewatch                |
| 428726 - | 2008 RF70                | 5 settembre 2008  | Spacewatch                |
| 428727 - | 2008 RJ74                | 6 settembre 2008  | CSS                       |
| 428728 - | 2008 RB82                | 4 settembre 2008  | Spacewatch                |
| 428729 - | 2008 RG85                | 4 settembre 2008  | Spacewatch                |
| 428730 - | 2008 RF87                | 5 settembre 2008  | Spacewatch                |
| 428731 - | 2008 RN87                | 5 settembre 2008  | Spacewatch                |
| 428732 - | 2008 RG99                | 2 settembre 2008  | Spacewatch                |
| 428733 - | 2008 RV104               | 6 settembre 2008  | CSS                       |
| 428734 - | 2008 RW105               | 6 settembre 2008  | Mt. Lemmon Survey         |
| 428735 - | 2008 RX107               | 9 settembre 2008  | CSS                       |
| 428736 - | 2008 RS109               | 2 settembre 2008  | Spacewatch                |
| 428737 - | 2008 RY110               | 3 settembre 2008  | Spacewatch                |
| 428738 - | 2008 RG112               | 4 settembre 2008  | Spacewatch                |
| 428739 - | 2008 RH126               | 2 settembre 2008  | Spacewatch                |
| 428740 - | 2008 RT129               | 7 settembre 2008  | Mt. Lemmon Survey         |
| 428741 - | 2008 RO131               | 3 settembre 2008  | Spacewatch                |
| 428742 - | 2008 RC138               | 5 settembre 2008  | Spacewatch                |
| 428743 - | 2008 RR145               | 6 settembre 2008  | Spacewatch                |
| 428744 - | 2008 SL1                 | 22 settembre 2008 | Tozzi, F.                 |
| 428745 - | 2008 SL3                 | 22 settembre 2008 | LINEAR                    |
| 428746 - | 2008 SQ4                 | 22 settembre 2008 | LINEAR                    |
| 428747 - | 2008 SW5                 | 22 settembre 2008 | LINEAR                    |
| 428748 - | 2008 SX15                | 19 settembre 2008 | Spacewatch                |
| 428749 - | 2008 SD19                | 19 settembre 2008 | Spacewatch                |
| 428750 - | 2008 SR23                | 6 settembre 2008  | Mt. Lemmon Survey         |
| 428751 - | 2008 SH42                | 20 settembre 2008 | Spacewatch                |
| 428752 - | 2008 SG46                | 20 settembre 2008 | Spacewatch                |
| 428753 - | 2008 SO58                | 20 settembre 2008 | Spacewatch                |
| 428754 - | 2008 SX58                | 20 settembre 2008 | Spacewatch                |
| 428755 - | 2008 SH72                | 22 settembre 2008 | Spacewatch                |
| 428756 - | 2008 SF73                | 22 settembre 2008 | CSS                       |
| 428757 - | 2008 SC92                | 21 settembre 2008 | Spacewatch                |
| 428758 - | 2008 SP96                | 21 settembre 2008 | Spacewatch                |
| 428759 - | 2008 SY101               | 21 settembre 2008 | Mt. Lemmon Survey         |
| 428760 - | 2008 SN108               | 7 settembre 2008  | Mt. Lemmon Survey         |
| 428761 - | 2008 SN121               | 22 settembre 2008 | Mt. Lemmon Survey         |
| 428762 - | 2008 SW121               | 22 settembre 2008 | Mt. Lemmon Survey         |
| 428763 - | 2008 SA134               | 29 luglio 2008    | Spacewatch                |
| 428764 - | 2008 SQ146               | 23 settembre 2008 | Spacewatch                |
| 428765 - | 2008 SY152               | 22 settembre 2008 | LINEAR                    |
| 428766 - | 2008 SE155               | 23 settembre 2008 | LINEAR                    |
| 428767 - | 2008 SO167               | 26 settembre 2008 | Spacewatch                |
| 428768 - | 2008 SP167               | 28 settembre 2008 | LINEAR                    |
| 428769 - | 2008 ST173               | 22 settembre 2008 | CSS                       |
| 428770 - | 2008 SQ181               | 24 settembre 2008 | Spacewatch                |
| 428771 - | 2008 SE194               | 25 settembre 2008 | Spacewatch                |
| 428772 - | 2008 SE195               | 25 settembre 2008 | Spacewatch                |
| 428773 - | 2008 SF200               | 26 settembre 2008 | Spacewatch                |
| 428774 - | 2008 SF204               | 26 settembre 2008 | Spacewatch                |
| 428775 - | 2008 SW206               | 26 settembre 2008 | Spacewatch                |
| 428776 - | 2008 ST217               | 29 settembre 2008 | Mt. Lemmon Survey         |
| 428777 - | 2008 SW217               | 23 settembre 2008 | Spacewatch                |
| 428778 - | 2008 SB220               | 2 settembre 2008  | Spacewatch                |
| 428779 - | 2008 SP226               | 27 settembre 2008 | Mt. Lemmon Survey         |
| 428780 - | 2008 SA232               | 28 settembre 2008 | Mt. Lemmon Survey         |
| 428781 - | 2008 SO241               | 29 settembre 2008 | CSS                       |
| 428782 - | 2008 SN256               | 20 settembre 2008 | Mt. Lemmon Survey         |
| 428783 - | 2008 SN258               | 22 settembre 2008 | Mt. Lemmon Survey         |
| 428784 - | 2008 SC275               | 22 settembre 2008 | Spacewatch                |
| 428785 - | 2008 SX275               | 23 settembre 2008 | Mt. Lemmon Survey         |
| 428786 - | 2008 SV278               | 25 settembre 2008 | Spacewatch                |
| 428787 - | 2008 SC280               | 26 settembre 2008 | Spacewatch                |
| 428788 - | 2008 SU280               | 29 settembre 2008 | Mt. Lemmon Survey         |
| 428789 - | 2008 SE286               | 22 settembre 2008 | Spacewatch                |
| 428790 - | 2008 SN286               | 22 settembre 2008 | Spacewatch                |
| 428791 - | 2008 SS287               | 23 settembre 2008 | Mt. Lemmon Survey         |
| 428792 - | 2008 SG292               | 25 gennaio 2007   | CSS                       |
| 428793 - | 2008 SB293               | 22 settembre 2008 | LINEAR                    |
| 428794 - | 2008 SD293               | 22 settembre 2008 | CSS                       |
| 428795 - | 2008 SK293               | 9 settembre 2008  | Spacewatch                |
| 428796 - | 2008 SE295               | 23 settembre 2008 | CSS                       |
| 428797 - | 2008 SB296               | 28 settembre 2008 | CSS                       |
| 428798 - | 2008 SH303               | 24 settembre 2008 | Spacewatch                |
| 428799 - | 2008 ST305               | 28 settembre 2008 | LINEAR                    |
| 428800 - | 2008 TM2                 | 4 ottobre 2008    | OAM                       |

## 428801-428900
| Nome     | Designazione provvisoria | Data di scoperta  | Scopritore        |
| -------- | ------------------------ | ----------------- | ----------------- |
| 428801 - | 2008 TN5                 | 6 settembre 2008  | Mt. Lemmon Survey |
| 428802 - | 2008 TB9                 | 7 settembre 2008  | Mt. Lemmon Survey |
| 428803 - | 2008 TH9                 | 7 ottobre 2008    | Hobart, J.        |
| 428804 - | 2008 TV9                 | 7 ottobre 2008    | Birtwhistle, P.   |
| 428805 - | 2008 TC23                | 2 ottobre 2008    | Mt. Lemmon Survey |
| 428806 - | 2008 TC26                | 9 ottobre 2008    | Birtwhistle, P.   |
| 428807 - | 2008 TH33                | 22 settembre 2008 | Spacewatch        |
| 428808 - | 2008 TA36                | 21 settembre 2008 | Spacewatch        |
| 428809 - | 2008 TF36                | 1º ottobre 2008   | Mt. Lemmon Survey |
| 428810 - | 2008 TK36                | 1º ottobre 2008   | Mt. Lemmon Survey |
| 428811 - | 2008 TE37                | 4 settembre 2008  | Spacewatch        |
| 428812 - | 2008 TJ50                | 20 settembre 2008 | Mt. Lemmon Survey |
| 428813 - | 2008 TG57                | 24 settembre 2008 | Spacewatch        |
| 428814 - | 2008 TR62                | 26 settembre 2008 | Spacewatch        |
| 428815 - | 2008 TP65                | 2 ottobre 2008    | CSS               |
| 428816 - | 2008 TX68                | 2 ottobre 2008    | Spacewatch        |
| 428817 - | 2008 TG73                | 2 ottobre 2008    | Spacewatch        |
| 428818 - | 2008 TT78                | 2 settembre 2008  | Spacewatch        |
| 428819 - | 2008 TV80                | 2 ottobre 2008    | Mt. Lemmon Survey |
| 428820 - | 2008 TD91                | 3 ottobre 2008    | OAM               |
| 428821 - | 2008 TM105               | 6 ottobre 2008    | Spacewatch        |
| 428822 - | 2008 TA106               | 23 settembre 2008 | Mt. Lemmon Survey |
| 428823 - | 2008 TE109               | 6 ottobre 2008    | Mt. Lemmon Survey |
| 428824 - | 2008 TH109               | 6 ottobre 2008    | Mt. Lemmon Survey |
| 428825 - | 2008 TK112               | 6 ottobre 2008    | CSS               |
| 428826 - | 2008 TV116               | 23 settembre 2008 | CSS               |
| 428827 - | 2008 TZ117               | 6 ottobre 2008    | Spacewatch        |
| 428828 - | 2008 TF123               | 23 settembre 2008 | Spacewatch        |
| 428829 - | 2008 TV127               | 8 ottobre 2008    | Mt. Lemmon Survey |
| 428830 - | 2008 TP141               | 9 ottobre 2008    | Mt. Lemmon Survey |
| 428831 - | 2008 TC143               | 24 febbraio 2006  | Spacewatch        |
| 428832 - | 2008 TN146               | 3 settembre 2008  | Spacewatch        |
| 428833 - | 2008 TN163               | 1º ottobre 2008   | Spacewatch        |
| 428834 - | 2008 TF175               | 8 ottobre 2008    | Mt. Lemmon Survey |
| 428835 - | 2008 TX176               | 10 ottobre 2008   | Mt. Lemmon Survey |
| 428836 - | 2008 TZ182               | 2 ottobre 2008    | Spacewatch        |
| 428837 - | 2008 TC186               | 7 ottobre 2008    | Mt. Lemmon Survey |
| 428838 - | 2008 UC2                 | 22 settembre 2008 | CSS               |
| 428839 - | 2008 UK5                 | 25 ottobre 2008   | LINEAR            |
| 428840 - | 2008 UD10                | 20 febbraio 2006  | Spacewatch        |
| 428841 - | 2008 UG11                | 24 settembre 2008 | Spacewatch        |
| 428842 - | 2008 UU31                | 24 settembre 2008 | Mt. Lemmon Survey |
| 428843 - | 2008 UZ35                | 29 settembre 2003 | Spacewatch        |
| 428844 - | 2008 UC44                | 20 ottobre 2008   | Mt. Lemmon Survey |
| 428845 - | 2008 UH51                | 6 ottobre 2008    | Spacewatch        |
| 428846 - | 2008 UJ51                | 20 ottobre 2008   | Spacewatch        |
| 428847 - | 2008 UO56                | 1º ottobre 2008   | Spacewatch        |
| 428848 - | 2008 US58                | 9 settembre 2008  | Mt. Lemmon Survey |
| 428849 - | 2008 UG62                | 21 ottobre 2008   | Spacewatch        |
| 428850 - | 2008 UT65                | 21 ottobre 2008   | Spacewatch        |
| 428851 - | 2008 UT75                | 21 ottobre 2008   | Spacewatch        |
| 428852 - | 2008 US84                | 23 ottobre 2008   | Spacewatch        |
| 428853 - | 2008 UD88                | 24 ottobre 2008   | CSS               |
| 428854 - | 2008 UC103               | 23 settembre 2008 | Spacewatch        |
| 428855 - | 2008 UG106               | 4 settembre 2008  | Spacewatch        |
| 428856 - | 2008 UJ109               | 3 ottobre 2008    | Mt. Lemmon Survey |
| 428857 - | 2008 UC114               | 22 ottobre 2008   | Spacewatch        |
| 428858 - | 2008 UG117               | 22 ottobre 2008   | Spacewatch        |
| 428859 - | 2008 UA121               | 22 ottobre 2008   | Spacewatch        |
| 428860 - | 2008 UT121               | 22 ottobre 2008   | Spacewatch        |
| 428861 - | 2008 UN124               | 22 ottobre 2008   | Spacewatch        |
| 428862 - | 2008 UK125               | 22 ottobre 2008   | Spacewatch        |
| 428863 - | 2008 UW126               | 22 ottobre 2008   | Mt. Lemmon Survey |
| 428864 - | 2008 UQ130               | 23 ottobre 2008   | Spacewatch        |
| 428865 - | 2008 UF133               | 23 ottobre 2008   | Spacewatch        |
| 428866 - | 2008 UB143               | 23 ottobre 2008   | Spacewatch        |
| 428867 - | 2008 UE163               | 10 ottobre 2008   | Mt. Lemmon Survey |
| 428868 - | 2008 UE165               | 24 ottobre 2008   | Spacewatch        |
| 428869 - | 2008 UT167               | 24 ottobre 2008   | Spacewatch        |
| 428870 - | 2008 UA183               | 24 ottobre 2008   | Mt. Lemmon Survey |
| 428871 - | 2008 UO188               | 24 ottobre 2008   | Spacewatch        |
| 428872 - | 2008 UF193               | 25 ottobre 2008   | Mt. Lemmon Survey |
| 428873 - | 2008 UJ197               | 6 ottobre 2008    | Mt. Lemmon Survey |
| 428874 - | 2008 UG220               | 25 ottobre 2008   | Spacewatch        |
| 428875 - | 2008 UB229               | 24 settembre 2008 | Mt. Lemmon Survey |
| 428876 - | 2008 UL247               | 9 marzo 2005      | Mt. Lemmon Survey |
| 428877 - | 2008 UY265               | 28 ottobre 2008   | Spacewatch        |
| 428878 - | 2008 UO287               | 28 ottobre 2008   | Mt. Lemmon Survey |
| 428879 - | 2008 UL290               | 28 ottobre 2008   | Spacewatch        |
| 428880 - | 2008 UB299               | 29 ottobre 2008   | Spacewatch        |
| 428881 - | 2008 UQ300               | 29 settembre 2008 | LINEAR            |
| 428882 - | 2008 UP304               | 7 aprile 2006     | Spacewatch        |
| 428883 - | 2008 UL306               | 30 ottobre 2008   | Spacewatch        |
| 428884 - | 2008 UO306               | 30 ottobre 2008   | CSS               |
| 428885 - | 2008 UR306               | 24 settembre 2008 | Mt. Lemmon Survey |
| 428886 - | 2008 UJ315               | 24 settembre 2008 | Spacewatch        |
| 428887 - | 2008 UG328               | 24 settembre 2008 | Mt. Lemmon Survey |
| 428888 - | 2008 UW334               | 20 ottobre 2008   | Spacewatch        |
| 428889 - | 2008 UW335               | 20 ottobre 2008   | Spacewatch        |
| 428890 - | 2008 UD337               | 20 ottobre 2008   | Spacewatch        |
| 428891 - | 2008 UK339               | 23 ottobre 2008   | Spacewatch        |
| 428892 - | 2008 UE341               | 25 ottobre 2008   | Spacewatch        |
| 428893 - | 2008 UN342               | 28 ottobre 2008   | Mt. Lemmon Survey |
| 428894 - | 2008 UK348               | 24 ottobre 2008   | CSS               |
| 428895 - | 2008 UH350               | 21 ottobre 2008   | Spacewatch        |
| 428896 - | 2008 UK352               | 24 ottobre 2008   | Mt. Lemmon Survey |
| 428897 - | 2008 UY353               | 21 ottobre 2008   | Spacewatch        |
| 428898 - | 2008 UF357               | 24 ottobre 2008   | Spacewatch        |
| 428899 - | 2008 UJ357               | 24 ottobre 2008   | Spacewatch        |
| 428900 - | 2008 UP359               | 28 ottobre 2008   | Spacewatch        |

## 428901-429000
| Nome     | Designazione provvisoria | Data di scoperta  | Scopritore                |
| -------- | ------------------------ | ----------------- | ------------------------- |
| 428901 - | 2008 UA363               | 7 ottobre 2008    | CSS                       |
| 428902 - | 2008 UA369               | 26 ottobre 2008   | Mt. Lemmon Survey         |
| 428903 - | 2008 VZ                  | 1º novembre 2008  | Dellinger, J., Sexton, C. |
| 428904 - | 2008 VG11                | 23 marzo 2006     | Spacewatch                |
| 428905 - | 2008 VS22                | 1º novembre 2008  | Mt. Lemmon Survey         |
| 428906 - | 2008 VL24                | 1º novembre 2008  | Spacewatch                |
| 428907 - | 2008 VV26                | 2 novembre 2008   | Spacewatch                |
| 428908 - | 2008 VN34                | 2 novembre 2008   | Mt. Lemmon Survey         |
| 428909 - | 2008 VX39                | 2 novembre 2008   | Spacewatch                |
| 428910 - | 2008 VE43                | 11 marzo 2005     | Mt. Lemmon Survey         |
| 428911 - | 2008 VH59                | 7 novembre 2008   | CSS                       |
| 428912 - | 2008 VL62                | 22 settembre 2008 | Mt. Lemmon Survey         |
| 428913 - | 2008 VY62                | 8 novembre 2008   | Spacewatch                |
| 428914 - | 2008 VT67                | 8 novembre 2008   | Spacewatch                |
| 428915 - | 2008 VX69                | 23 ottobre 2008   | Mt. Lemmon Survey         |
| 428916 - | 2008 VA70                | 6 novembre 2008   | Mt. Lemmon Survey         |
| 428917 - | 2008 VK70                | 7 novembre 2008   | Mt. Lemmon Survey         |
| 428918 - | 2008 VQ74                | 9 novembre 2008   | Spacewatch                |
| 428919 - | 2008 WE10                | 23 ottobre 2008   | Spacewatch                |
| 428920 - | 2008 WX11                | 18 novembre 2008  | CSS                       |
| 428921 - | 2008 WN17                | 6 settembre 2008  | Mt. Lemmon Survey         |
| 428922 - | 2008 WC43                | 17 novembre 2008  | Spacewatch                |
| 428923 - | 2008 WY52                | 24 ottobre 2008   | Spacewatch                |
| 428924 - | 2008 WV54                | 19 novembre 2008  | Mt. Lemmon Survey         |
| 428925 - | 2008 WA61                | 27 settembre 2008 | Mt. Lemmon Survey         |
| 428926 - | 2008 WE67                | 28 ottobre 2008   | Spacewatch                |
| 428927 - | 2008 WJ89                | 21 novembre 2008  | Mt. Lemmon Survey         |
| 428928 - | 2008 WO89                | 21 novembre 2008  | Spacewatch                |
| 428929 - | 2008 WJ104               | 30 novembre 2008  | Mt. Lemmon Survey         |
| 428930 - | 2008 WO110               | 26 ottobre 2008   | Spacewatch                |
| 428931 - | 2008 WB112               | 30 novembre 2008  | Spacewatch                |
| 428932 - | 2008 WE116               | 18 novembre 2008  | Spacewatch                |
| 428933 - | 2008 WG118               | 29 ottobre 2008   | Spacewatch                |
| 428934 - | 2008 WU119               | 21 novembre 2008  | Spacewatch                |
| 428935 - | 2008 WP125               | 24 novembre 2008  | Mt. Lemmon Survey         |
| 428936 - | 2008 WS128               | 14 settembre 2007 | Mt. Lemmon Survey         |
| 428937 - | 2008 WF129               | 19 novembre 2008  | Spacewatch                |
| 428938 - | 2008 WJ130               | 21 novembre 2008  | Spacewatch                |
| 428939 - | 2008 WX133               | 3 ottobre 2008    | Mt. Lemmon Survey         |
| 428940 - | 2008 XA                  | 1º dicembre 2008  | Mt. Lemmon Survey         |
| 428941 - | 2008 XU14                | 1º dicembre 2008  | Spacewatch                |
| 428942 - | 2008 XX21                | 1º dicembre 2008  | Spacewatch                |
| 428943 - | 2008 XY21                | 1º dicembre 2008  | Spacewatch                |
| 428944 - | 2008 XY33                | 29 ottobre 2008   | Spacewatch                |
| 428945 - | 2008 XV35                | 19 novembre 2008  | Spacewatch                |
| 428946 - | 2008 XG48                | 4 dicembre 2008   | Mt. Lemmon Survey         |
| 428947 - | 2008 XT49                | 4 dicembre 2008   | Mt. Lemmon Survey         |
| 428948 - | 2008 XS51                | 2 dicembre 2008   | Spacewatch                |
| 428949 - | 2008 YV8                 | 23 dicembre 2008  | Sarneczky, K.             |
| 428950 - | 2008 YG11                | 20 dicembre 2008  | Mt. Lemmon Survey         |
| 428951 - | 2008 YJ22                | 21 dicembre 2008  | Mt. Lemmon Survey         |
| 428952 - | 2008 YR26                | 31 ottobre 2008   | Mt. Lemmon Survey         |
| 428953 - | 2008 YL40                | 29 dicembre 2008  | Mt. Lemmon Survey         |
| 428954 - | 2008 YG42                | 18 novembre 2008  | Spacewatch                |
| 428955 - | 2008 YB49                | 29 dicembre 2008  | Mt. Lemmon Survey         |
| 428956 - | 2008 YN58                | 22 dicembre 2008  | Spacewatch                |
| 428957 - | 2008 YE70                | 15 settembre 2006 | Spacewatch                |
| 428958 - | 2008 YM91                | 29 dicembre 2008  | Spacewatch                |
| 428959 - | 2008 YL98                | 29 dicembre 2008  | Spacewatch                |
| 428960 - | 2008 YK100               | 21 dicembre 2008  | Spacewatch                |
| 428961 - | 2008 YN105               | 29 dicembre 2008  | Spacewatch                |
| 428962 - | 2008 YD109               | 29 dicembre 2008  | Spacewatch                |
| 428963 - | 2008 YP121               | 30 dicembre 2008  | Mt. Lemmon Survey         |
| 428964 - | 2008 YA122               | 30 dicembre 2008  | Spacewatch                |
| 428965 - | 2008 YL132               | 21 dicembre 2008  | Spacewatch                |
| 428966 - | 2008 YD133               | 24 ottobre 2008   | Mt. Lemmon Survey         |
| 428967 - | 2008 YM139               | 7 dicembre 2008   | Mt. Lemmon Survey         |
| 428968 - | 2008 YF140               | 30 dicembre 2008  | Mt. Lemmon Survey         |
| 428969 - | 2008 YZ140               | 30 dicembre 2008  | Mt. Lemmon Survey         |
| 428970 - | 2008 YD147               | 31 dicembre 2008  | Spacewatch                |
| 428971 - | 2008 YS150               | 22 dicembre 2008  | Spacewatch                |
| 428972 - | 2008 YT152               | 30 dicembre 2008  | Mt. Lemmon Survey         |
| 428973 - | 2008 YG155               | 22 dicembre 2008  | Spacewatch                |
| 428974 - | 2008 YT157               | 29 dicembre 2008  | Mt. Lemmon Survey         |
| 428975 - | 2008 YV157               | 10 agosto 2007    | Spacewatch                |
| 428976 - | 2008 YW158               | 30 dicembre 2008  | Spacewatch                |
| 428977 - | 2008 YM160               | 30 dicembre 2008  | Mt. Lemmon Survey         |
| 428978 - | 2008 YP160               | 30 dicembre 2008  | Mt. Lemmon Survey         |
| 428979 - | 2008 YS161               | 21 dicembre 2008  | Mt. Lemmon Survey         |
| 428980 - | 2008 YW162               | 22 dicembre 2008  | Mt. Lemmon Survey         |
| 428981 - | 2008 YF163               | 30 dicembre 2008  | Spacewatch                |
| 428982 - | 2008 YL164               | 22 dicembre 2008  | Spacewatch                |
| 428983 - | 2008 YC168               | 22 dicembre 2008  | Mt. Lemmon Survey         |
| 428984 - | 2009 AC4                 | 1º gennaio 2009   | Mt. Lemmon Survey         |
| 428985 - | 2009 AC10                | 2 gennaio 2009    | Mt. Lemmon Survey         |
| 428986 - | 2009 AU12                | 2 gennaio 2009    | Mt. Lemmon Survey         |
| 428987 - | 2009 AY12                | 2 gennaio 2009    | Mt. Lemmon Survey         |
| 428988 - | 2009 AY13                | 22 dicembre 2008  | Spacewatch                |
| 428989 - | 2009 AO25                | 22 dicembre 2008  | Spacewatch                |
| 428990 - | 2009 AU25                | 2 gennaio 2009    | Spacewatch                |
| 428991 - | 2009 AE26                | 2 gennaio 2009    | Spacewatch                |
| 428992 - | 2009 AR30                | 14 settembre 2006 | Spacewatch                |
| 428993 - | 2009 AH50                | 1º gennaio 2009   | Spacewatch                |
| 428994 - | 2009 BO4                 | 17 ottobre 2008   | Spacewatch                |
| 428995 - | 2009 BU10                | 25 gennaio 2009   | Lowe, A.                  |
| 428996 - | 2009 BL28                | 21 novembre 2008  | Mt. Lemmon Survey         |
| 428997 - | 2009 BU30                | 16 gennaio 2009   | Spacewatch                |
| 428998 - | 2009 BQ31                | 16 gennaio 2009   | Spacewatch                |
| 428999 - | 2009 BU35                | 16 gennaio 2009   | Spacewatch                |
| 429000 - | 2009 BD37                | 16 gennaio 2009   | Spacewatch                |